# 田中久志
田中 久志（たなか ひさし、1959年4月 - ）は、日本の漫画家。大垣女子短期大学デザイン美術学科学科長、教授。旧名・ひすゎし。

## 来歴
鳥山明の初代アシスタントを務めたことで知られる。アシスタントになったのは『Dr.スランプ』の連載開始直後で、愛知で執筆活動をしていた鳥山のアシスタント募集の広告を見て、同じ愛知在住の田中が応募したのがきっかけだった。鳥山について「端的に言えば、鳥山さんはいい人…。そのひと言で終わってしまうぐらい。アシスタントをしていても、親戚のお兄ちゃんのところで手伝っているみたいな感じでした」と語っている。鳥山明本人も、「余計なことばかり言ってるやつ」と言ってるが、田中に対し喫茶店でおごるなど根は優しく接していた。アシスタントとして約2年半務めた。
アシスタント時代に「乱町ちるど連」で第13回（1980年度下期）赤塚賞準入選を受賞。『週刊少年ジャンプ』、『フレッシュジャンプ』、『スーパージャンプ』などで連載した。
『宅配便のひみつ』（2001年）など、まんがでよくわかるシリーズ（学研）の執筆を行っている。
大垣女子短期大学デザイン美術学科の非常勤講師を務めている。2011年8月から小学生向けの週刊新聞『中日こどもウイークリー』で歴史漫画『カコ&ミライ歴史トラベル』を連載している。
ひすゎし時代、『サルでも描けるまんが教室』の作中でペンネームを「悪い例」として紹介されたことがある（無論本人公認の上でのネタ）。
2025年7月12日、鳥山明の初代担当編集者である鳥嶋和彦の新刊出版記念トークイベントが名古屋で行われ、鳥山の2代目アシスタントを務めたまつやまたかしと共にサプライズゲストとして登壇。鳥山との思い出話やエピソードなどを語った。

## 作品リスト
- CAN☆キャンえぶりでい（ひすゎし名義、『週刊少年ジャンプ』→『フレッシュジャンプ』、全5巻） - 『週刊少年ジャンプ』連載前に『フレッシュジャンプ』1982年12月号（創刊3号）に読み切り版掲載（コミックス第5巻に収録）。
- 忍者ボーイとんとん飛丸（ひすゎし名義、『フレッシュジャンプ』、全7巻）
- ラジカル16（ひすゎし名義、『フレッシュジャンプ』、全2巻）
- だちかん（ひすゎし名義、『月刊少年ジャンプ』、全2巻）
- マボちゃんDAY BY DAY（『スーパージャンプ』、全8巻）
- かもめ町夕凪便りちんでん（『オースーパージャンプ』、全2巻）

## 活動
- コミックでわかる著作権 ドクタースランプ ニコチャン大王 チタマ脱出作戦（1999年）

日本著作権センター発行の子供向けの著作権学習教材（シナリオ：菅原圭一）
- 一宮市「一宮モーニング」キャラクターデザイン[10]
- 大垣市制100周年シンボルマーク選考委員[11]